# Пиликин, Дмитрий Геннадьевич
Дмитрий Геннадьевич Пиликин (1960, Ленинград) — российский художник, арт-критик, куратор.

## Биография
В 1983 году закончил Горный институт и работал на Северной Земле, Новосибирских островах, Дальнем Востоке, Заонежье. В 1978 году познакомился с кругом ленинградских художников нон-конформистов и с 1977 года начал делать собственные художественные работы. В 1989 году оставил профессиональную геологическую карьеру и с тех пор работает как художник, куратор, арт-критик, историк искусств.
С 1995 года начал кураторскую деятельность: работал куратором галереи «21», директором галереи «Фотоimage», куратором фотографического раздела IV Петербургского биеннале современного искусства (1996), куратором видеофестиваля «Balkan answer»(1999), куратором проекта «Фотография как маленькая смерть» (2000).
В 2005 году создал в Санкт-Петербурге совместно с художником Виталием Пушницким галерею современного искусства «Белка и Стрелка».
До 2017 года работал заместителем директора Музея современных искусств им. С. П. Дягилева СПбГУ.
В 2018 году Дмитрия пригласили в музей современного искусства PERMM для работы над выставкой «Имя рек» (Пермь, 2018), посвящённой малым рекам Перми и проблемам взаимодействия современного человека и природы в городе. Экспозиция проекта заняла три этажа музея и представила 14 новых проектов художников Москвы, Перми и Санкт-Петербурга: мультимедийные объекты, видео, звук, водные интерактивные инсталляции и стрит-арт интервенции. Сам куратор выставки Дмитрий Пиликин в интервью «СОБАКА» рассказывает как появилось идея проекта: название выставки «Имя рек» многозначно, одна из версий восходит к понятию ИМЯРЁК (от церковно-славянского выражения имя рекъ — «назвавши имя», употреблявшегося в молитвах, юридических актах и т. п. в том месте, где должно быть поставлено собственное имя), в современном русском языке употребляется вместо имени неизвестного или нарочито неназываемого лица в значении некто, такой-то. Пермь сильно растянута вдоль главной водной магистрали — Камы и скрывает в своём ландшафте не менее 40 рек и ручьёв, которыми горожане не гордятся, не оказывают им должного уважения и часто даже не знают их названий. Мы бы хотели сделать их видимыми. Задача нашего проекта — показать разные аспекты взаимоотношения горожан и водных ресурсов в городе Перми и перспективы для новых возможностей. Безусловно, искусство не решает насущных урбанистических и градостроительных задач, но оно способно создать ёмкий визуальный образ, который способен описать проблему.
С 2018 года Дмитрий Пиликин с коллегами из «Института исследования стрит-арта» занимается проектом «Waterfront — водная линия Петербурга» совместно с Датский институтом культуры . В 2018 и 2019 году как куратор и художник он сделал две большие выставки этого проекта на площадке «Порт-Севкбель». В 2020 году команда Института исследования стрит-арта также получила поддержку проекта (в том числе и со стороны офиса главного архитектора Петербурга), но сроки реализации проекта пришлось перенести из-за пандемии COVID. Однако уже весной 2021 года урбанистическая выставка Waterfront планирует открыть 6 новых объектов в разных точках Петербурга в формате «искусство в общественном пространстве».
В 2020 году Дмитрий Пиликин вместе с коллегами по «Институту исследования стрит-арта» получили Президентский грант на большой региональный проект «Городские прогулки / Urban walks». Всего было исследовано 11 городов, Дмитрий Пиликин выезжал в Воронеж и Ростов-на-Дону, где были организованы семинары с художниками, а октябре 2020 года в Санкт-Петербурге в пространстве «Точка кипения» на площадке «Ленполиграфмаш» прошёл Форум уличного искусства и научная конференция «Городские тексты: вербальное и невербальное» (форум был поддержан приветственным письмом мэрии Петербурга). Дмитрий Пиликин выступал как ведущий панели конференции, на которой представил своё научное исследование. Кроме этого, команда «Института исследования стрит-арта» как эксперты будирует обсуждение городского закона Петербурга о граффити Закон о легализации стрит-арта и после первого обсуждения законопроекта в ЗАКСе Петербурга (куда были приглашены как эксперты), команда подготовила и выпустила «Краткий справочник уличного искусства для чиновников и депутатов».
- Куратор «Галереи 21» и "СПБ Техно-Арт-Центра (1994—2000)
- Куратор видеофестиваля «Балканский ответ» (грант фонда Сороса) 1994
- Куратор выставочной программы «Фотоimage» (грант фонда Сороса) Галерея «Фотоimage», СПб (1995/1996)
- Куратор фотографического раздела IV СПб Биеннале Современного Искусства. Музей Истории СПб (1996)
- Куратор выставочной программы «Слишком молодые чтобы умереть». Галерея 21, СПб (1999—2000)
- Куратор фото-проекта «Сдвиг от Ленинграда к Петербургу» (грант фонда Сороса), СПб (2000)
- Арт-директор фестиваля «Осенний фотомарафон» (2000—2006)
- Со-куратор русско-немецкого арт-семинара (совместно с профессором Гамбургской Высшей Школы Искусств Nicola Torke) и выставок «Next.Files.exe». Галерея «Борей», СПб и Галерея «Art Agens». Hamburg (2001)
- Куратор русско-английского проекта «Emplacements». Фабрика «Красное Знамя», «Завод Зигеля» (2001/2002)
- Куратор проекта «Second nature». Contemporary Art from Petersburg, Lonnstromin Art Museum, Rauma, Finland (2002)
- Со-куратор проекта «Лаборатория Счастья» (совместно с Е. Деготь) Про Арте, СПб (2003)
- One month residents program. Art Apex gallery. NY, USA (2004)
- Куратор проекта «Russia fly by». HangART-7. Salzburg, Austria (2006)
- Супервизор грантового проекта Фонда «Династия». "Научный музей в XXI веке (2001—2008)
- Приглашённый эксперт грантового музейного конкурса фонда Потанина (2009)
- С 2011 года куратор городского public art фестиваля ArtBatFest в Алма-Ата, Казахстан (2018—2020)
- Со-куратор проекта «Форматирование памяти» фестиваля Медиа поэзии 101 (шорт-лист премии им. Курёхина за лучший кураторский проект) 2016
- Куратор проекта «Имя рек». Пермский музей современного искусства (шорт-лист государственной премии «Инновация» за лучший кураторский проект) 2018
- Куратор художественно-урбанистического проекта «Waterfront» (грант Совета Министров Северных стран) 2018—2021

## Публикации и интервью
- Интервью с куратором Дмитрием Пиликиным о том, как снимают и смотрят экспериментальное кино сегодня «Современное искусство съедает все жанры» на сайте http://arterritory.com Архивная копия от 20 апреля 2021 на Wayback Machine
- Интервью с художником и куратором «Дмитрий Пиликин: где иное искусство?» на сайте www.artelectronics.ru Архивная копия от 19 января 2021 на Wayback Machine
- Интервью Дмитрия Пиликина с куратором фестиваля «Manifesta 10» Каспаром Кенигом и обзорный критический текст о ее истории на сайте www.theartnewspaper.ru Архивная копия от 22 января 2021 на Wayback Machine
- Обзорно-критический текст Дмитрия Пиликина на портале Colta, посвященный появлению в СПБ музея стрит-арта на сайте www.colta.ru Архивная копия от 19 июля 2018 на Wayback Machine
- Интервью Дмитрия Пиликина со звездой американского видеоарта Биллом Виолой, сделанное во время выставки «Море безмолвия» открывшейся в Эрмитаже на сайте www.theartnewspaper.ru Архивная копия от 24 января 2021 на Wayback Machine
- Текст Дмитрия Пиликина «В ожидании „Пушкина“» для ХУДОЖЕСТВЕННЫЙ ЖУРНАЛ N°28-29 (1998)
- Текст о IV Петербургской биеннале «Восточная Европа: SPATIA INOVA», куратор Дмитрий Пиликин (ХУДОЖЕСТВЕННЫЙ ЖУРНАЛ № 16 1997) на сайте http://moscowartmagazine.com Архивная копия от 16 января 2021 на Wayback Machine
- Международная научная конференция «Воображаемый Тарковский». В сборнике к конференции напечатано исследование Дмитрия Пиликина «Будущее из прошлого: Андрей Тарковский и утопическая фантастика»